# 勝田自動車学校
ひたちなか自動車学校（ひたちなかじどうしゃがっこう）は茨城県ひたちなか市にある茨城県公安委員会指定の指定自動車教習所を運営する企業である。

## 所在地
- 茨城県ひたちなか市市毛951番地1

## 取得できる免許
- 普通自動車免許（MT・AT）
- 限定解除

## 教習車種
- 普通自動車（MT・AT）

## アクセス
- 勝田駅などから無料送迎バスが運行されている。
- 勝田駅から徒歩約20分

## 休日
- 年末年始・お盆・特定日（月曜日）を除く。